# Classe G (sous-marin britannique)
Pour les autres classes de navires du même nom, voir Classe G.
La classe G est une classe de 14 sous-marins construite et utilisée par la Royal Navy durant la Première Guerre mondiale.

## Conception
La conception de cette classe est basée sur celle de la Classe E mais avec l'amélioration de la double coque. Ces unités furent équipées de 4 tubes lance-torpilles de 18 pouces (457 mm) (2 avant et 2 en faisceau) avec une dotation de 8 torpilles, et d'un tube d'étambot de 21 pouces (533 mm) avec une dotation de 2 torpilles.

## Service
Ils servirent essentiellement comme sous-marins de chasse des U-Boote allemands en Mer du Nord et entre le Dogger Bank et le Jutland.

## Les sous-marins de classe G
Chatham Dockyard :
- HMS G1 - lancé le 14 août 1915, vendu à la ferraille en 1920
- HMS G2 - lancé le 23 décembre 1915, coule le U-78 dans le Skagerrak le 28 octobre 1918. Vendu à la ferraille en 1920.
- HMS G3 - lancé le 22 janvier 1916, vendu à la ferraille en 1920
- HMS G4 - lancé le 23 octobre 1915, vendu en 1928
- HMS G5 - lancé le 23 novembre 1915, vendu en 1922

Armstrong Whitworth :
- HMS G6 - lancé le 7 décembre 1915, vendu en 1921
- HMS G7 - lancé le 14 mars 1916, perdu en mer le 23 octobre 1918

Vickers :
- HMS G8 - lancé le 1er mai 1916, perdu en mer du Nord vers le 14 janvier 1918
- HMS G9 - lancé le 15 juin 1916, coulé par erreur par le HMS Pasley le 16 septembre 1917
- HMS G10 - lancé le 11 janvier 1916, vendu en 1923
- HMS G11 - lancé le 22 février 1916. fait naufrage à Howick (Northumberland) le 22 novembre 1918
- HMS G12 - lancé le 24 mars 1916, vendu en 1923
- HMS G13 - lancé le 18 juillet 1916, vendu en 1923
- HMS G14 - lancé le 17 mai 1917, vendu en 1923

J. Samuel White à Cowes :
- HMS G15 - commandé le 30 septembre 1914, annulé le 20 avril 1915